# 10 de abril
10 de abril é o 100.º dia do ano no calendário gregoriano (101.º em anos bissextos). Faltam 265 dias para acabar o ano.

## Eventos históricos

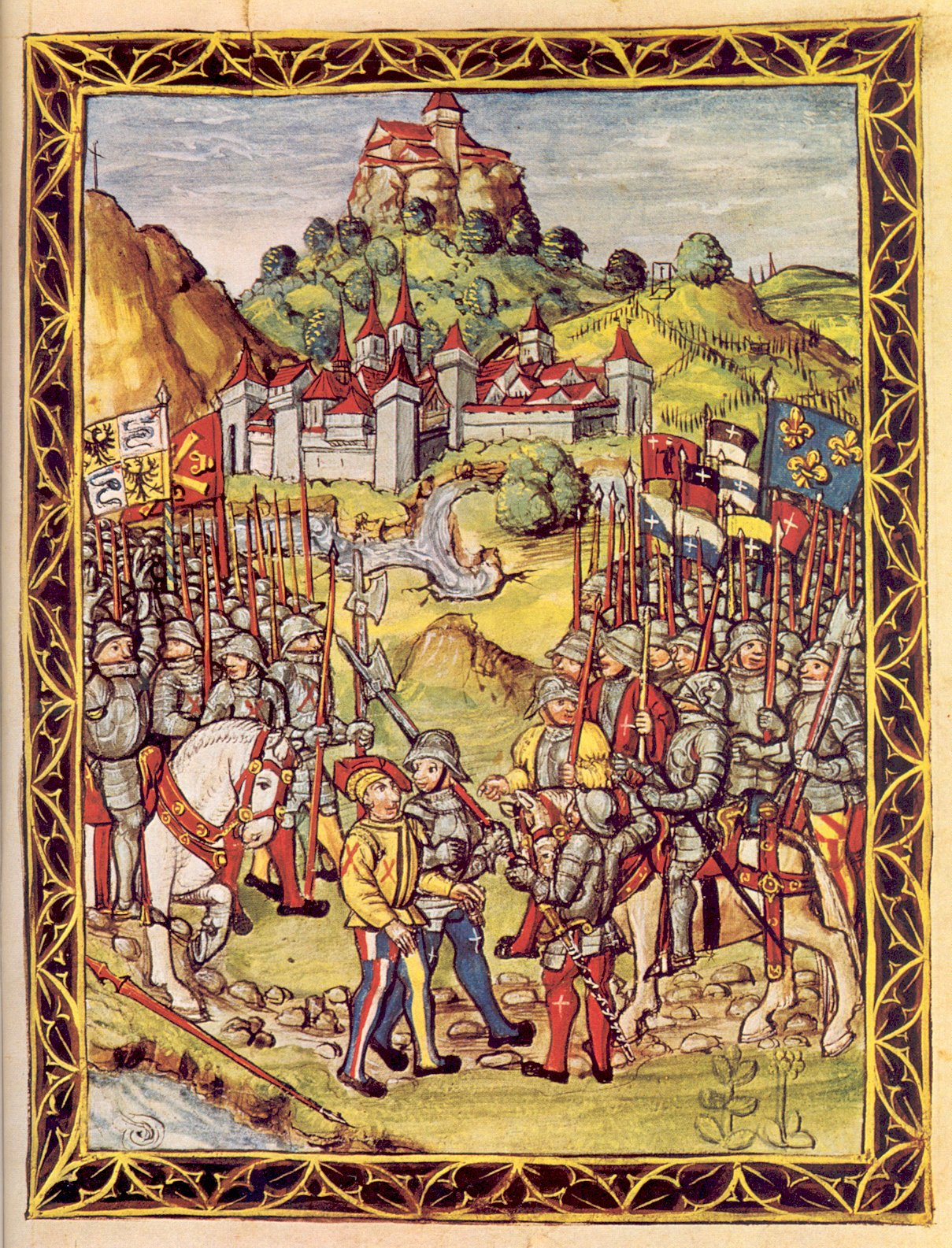
1500: Traição de Novara: Ludovico Sforza é entregue aos franceses por seus mercenários suíços

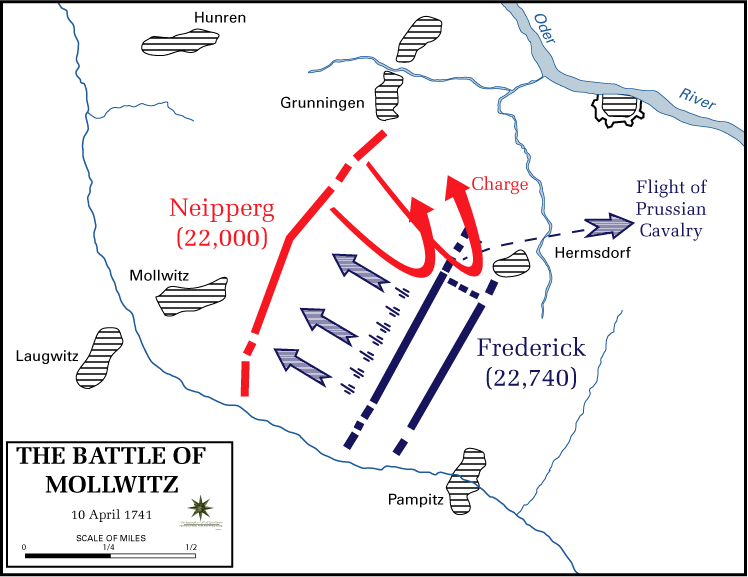
1741: Batalha de Mollwitz

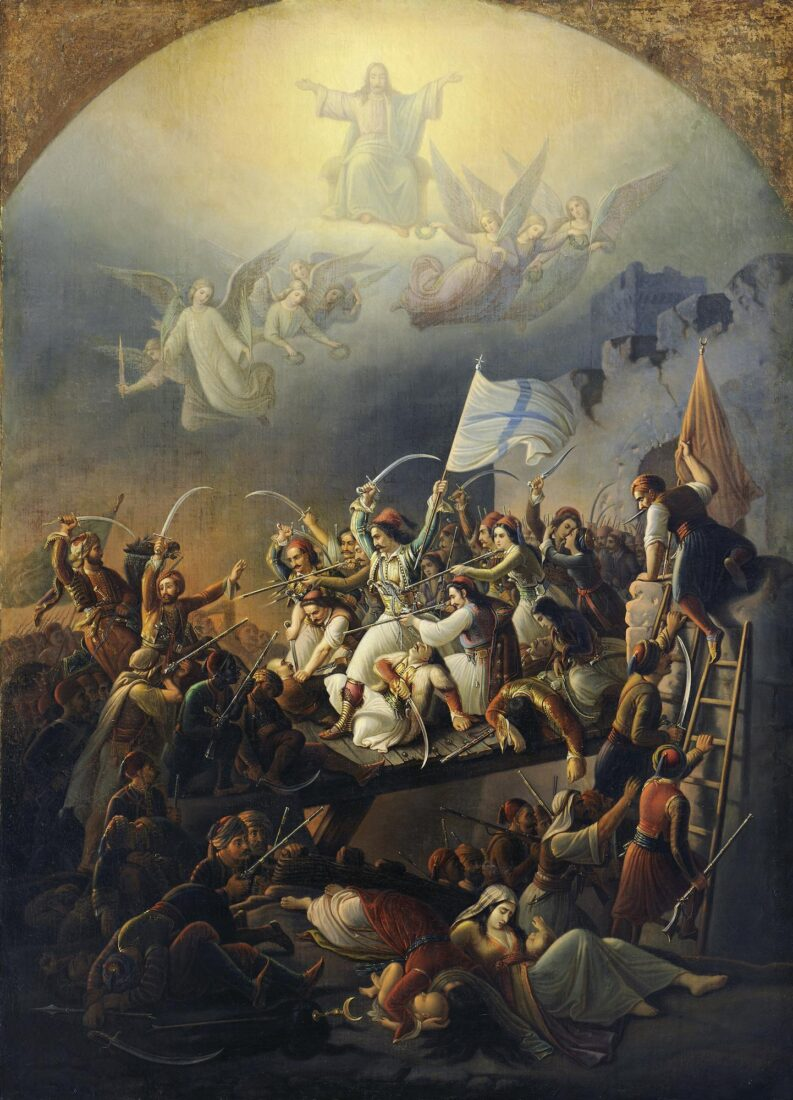
1826: Fuga dos sitiados de Mesolóngi

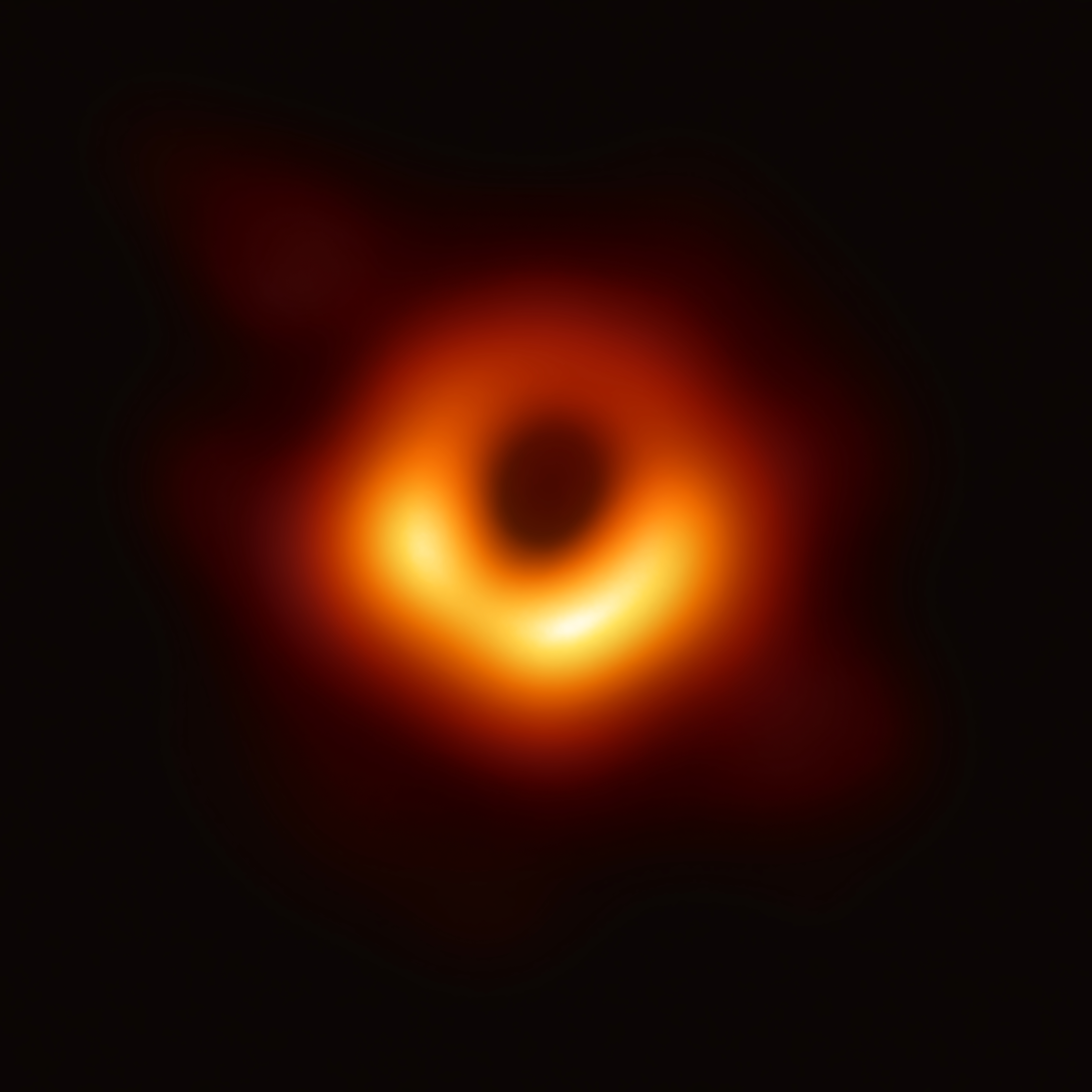
2019: Renderização do centro de Messier 87 calculado a partir de imagens de rádio do Event Horizon Telescope

- 0428 — Nestório se torna o Patriarca de Constantinopla. Três anos depois, ele seria deposto por suposta heresia.
- 0837 — O cometa Halley faz sua maior aproximação da Terra a uma distância igual a 0,0342 AU (5,1 milhões de quilômetros).
- 0879 — Luís III e Carlomano II se tornam reis dos francos ocidentais.
- 1407 — Deshin Shekpa, 5º Karmapa Lama, visita a capital da dinastia Ming da China em Nanjing e recebe o título de "Grande Tesouro Príncipe do Dharma".[1]
- 1500 — Ludovico Sforza é capturado pelas tropas suíças em Novara e entregue aos franceses.
- 1545 — O assentamento de Villa Imperial de Carlos V (atual cidade de Potosí) na Bolívia é fundado após a descoberta de enormes depósitos de prata na área.[2]
- 1606 – A Virginia Company of London é estabelecida por carta real de Jaime VI da Escócia e I de Inglaterra com o objetivo de estabelecer assentamentos coloniais na América do Norte.
- 1710 — O Estatuto da Rainha Ana, a primeira lei que regula os direitos autorais, entra em vigor na Grã-Bretanha.
- 1724 — Bach lidera a primeira apresentação de sua cantata Erfreut euch, ihr Herzen, BWV 66, sua primeira cantata composta para a Páscoa em Leipzig.
- 1741 — Guerra de Sucessão Austríaca: Batalha de Mollwitz: Frederico II da Prússia invade a Silésia e apodera-se desse território.
- 1809 — Guerras Napoleônicas: a Quinta Coligação começa quando as forças do Império Austríaco invadem a Baviera.
- 1815 — O vulcão Tambora começa uma erupção de três meses de duração, terminando em 15 de julho. A erupção em última instância, mata 71 000 pessoas e afeta o clima da Terra nos dois anos seguintes.
- 1821
  - O patriarca Gregório V de Constantinopla é enforcado pelo governo otomano no portão principal do Patriarcado e seu corpo é jogado no Bósforo.
  - Guerra da Independência Grega: a ilha de Psara se junta à luta grega pela independência.[3]
- 1826 — Os 10 500 habitantes da cidade grega de Mesolóngi começam a deixar a cidade após um ano de cerco pelas forças turcas. Poucos deles sobrevivem.
- 1858 — Depois que o Big Ben original, um sino de 14,5 toneladas que seria entregue ao Palácio de Westminster para uso, rachou durante um teste, é reformulado no sino atual de 13,76 toneladas pela Whitechapel Bell Foundry.
- 1864 — O arquiduque Maximiliano de Habsburgo é proclamado imperador do México durante a intervenção francesa no México.
- 1865 — Guerra Civil Americana: um dia após sua rendição às forças da União, o general confederado Robert E. Lee se dirige a suas tropas pela última vez.
- 1868 — Em Arogee, na Abissínia, forças britânicas e indianas derrotam um exército do imperador Teodoro II.
- 1904 — O místico britânico Aleister Crowley transcreve o terceiro e último capítulo do Livro da Lei.
- 1912 — O RMS Titanic deixa o porto de Southampton, Reino Unido, em sua primeira e única viagem.
- 1919 — O líder da Revolução Mexicana, Emiliano Zapata, é emboscado e morto por forças do governo em Morelos.
- 1925 — O Grande Gatsby de F. Scott Fitzgerald é publicado pela primeira vez na cidade de Nova York, por Charles Scribner's Sons.
- 1941 — Segunda Guerra Mundial: as Potências do Eixo na Europa criam o Estado Independente da Croácia, originário da Iugoslávia ocupada, com os insurgentes fascistas ustaše de Ante Pavelić no poder.
- 1944 — Rudolf Vrba e Alfréd Wetzler escapam do campo de extermínio de Birkenau.
- 1953 — A Warner Bros. estreia House of Wax, o primeiro filme 3D de um grande estúdio norte-americano.
- 1968 — O TEV Wahine, uma balsa da Nova Zelândia afunda no porto de Wellington devido a uma forte tempestade. Das 734 pessoas a bordo, cinquenta e três morreram.
- 1970 — Em entrevista para Peter Brown, assessor da gravadora Apple Records, Paul McCartney anuncia a separação dos Beatles.[4]
- 1972
  - Setenta e quatro nações assinam a Convenção sobre as Armas Biológicas, o primeiro tratado multilateral de desarmamento que proíbe a produção de armas biológicas.
  - Túmulos contendo tabuletas de escrita chinesas antigas, entre eles a Arte da Guerra de Sun Tzu e o tratado militar perdido de Sun Bin, são descobertos acidentalmente por trabalhadores da construção civil em Shandong.
- 1988 — A explosão do Campo de Ojhri mata ou fere mais de mil pessoas em Raualpindi e Islamabade, Paquistão.
- 1991
  - Uma rara tempestade tropical desenvolve-se no Oceano Atlântico Sul, perto de Angola; a primeira a ser documentada por satélites.
  - A balsa italiana MS Moby Prince colide com um petroleiro em meio a uma densa neblina ao largo de Livorno, Itália, matando 140 pessoas.
- 1998 — Assinatura do Acordo de Belfast.
- 2010 — Um avião Tupolev Tu-154 da Força Aérea Polonesa cai perto de Smolensk, na Rússia, matando 96 pessoas, incluindo o presidente polonês, Lech Kaczyński e dezenas de outros altos funcionários.
- 2015 — É realizada a cerimônia de abertura da 7.ª Cúpula das Américas, na Cidade do Panamá, com a inédita presença do presidente de Cuba, Raúl Castro. Cuba esteve ausente das demais cimeiras devido o embargo que o país sofria por parte dos Estados Unidos.
- 2016 — Um terremoto de magnitude 6,6 atinge 39 km a oeste-sudoeste de Ashkasham, impactando Índia, Afeganistão, Tajiquistão, Srinagar e Paquistão.
- 2019
  - O projeto Event Horizon Telescope captura a primeira imagem do horizonte de eventos de um buraco negro (M87*).
  - Homo luzonensis é identificado como uma nova espécie no gênero Homo.
  - Golpe de Estado no Sudão derruba o governo de Omar al-Bashir.[5]

## Nascimentos

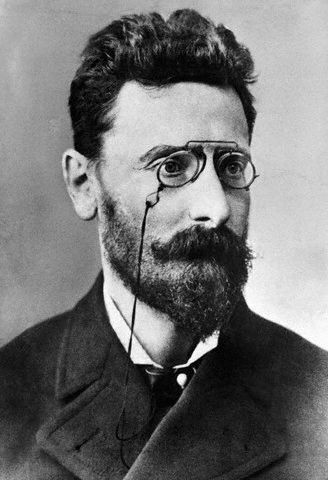
Joseph Pulitzer

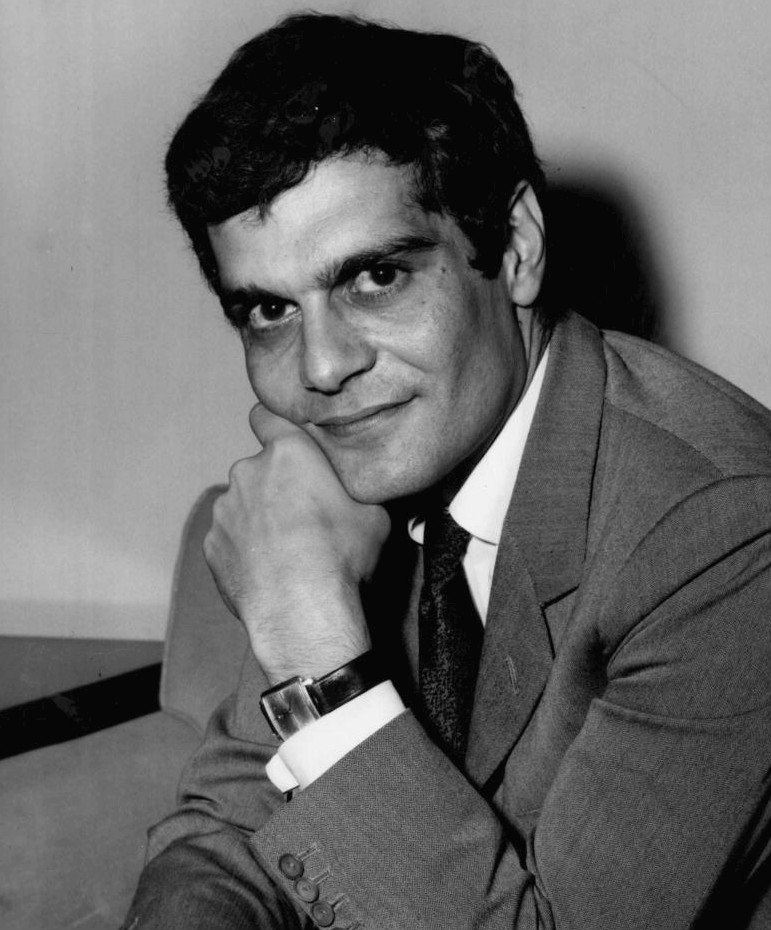
Omar Sharif

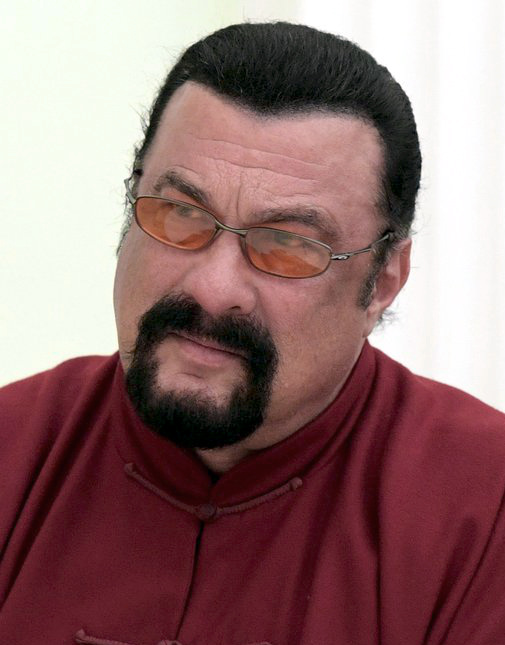
Steven Seagal

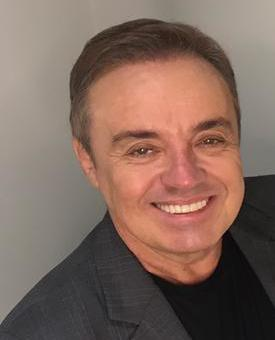
Gugu Liberato

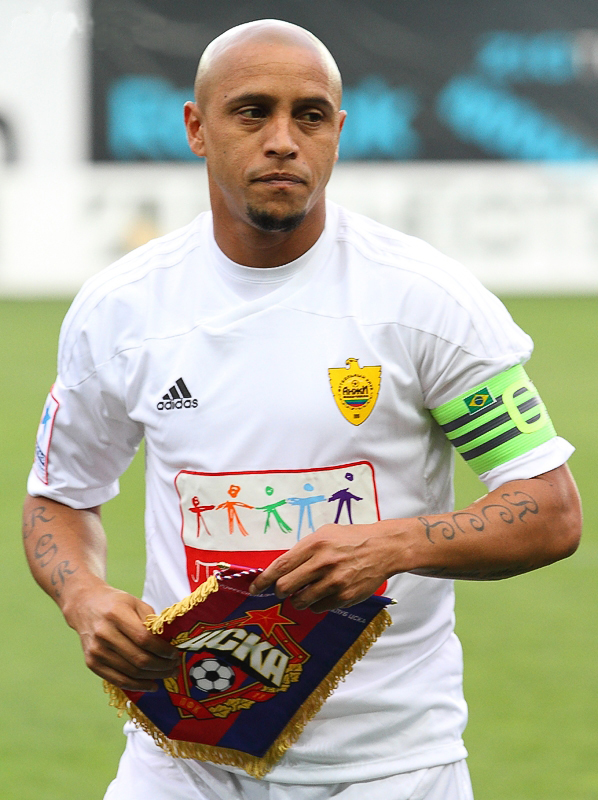
Roberto Carlos (futebolista)

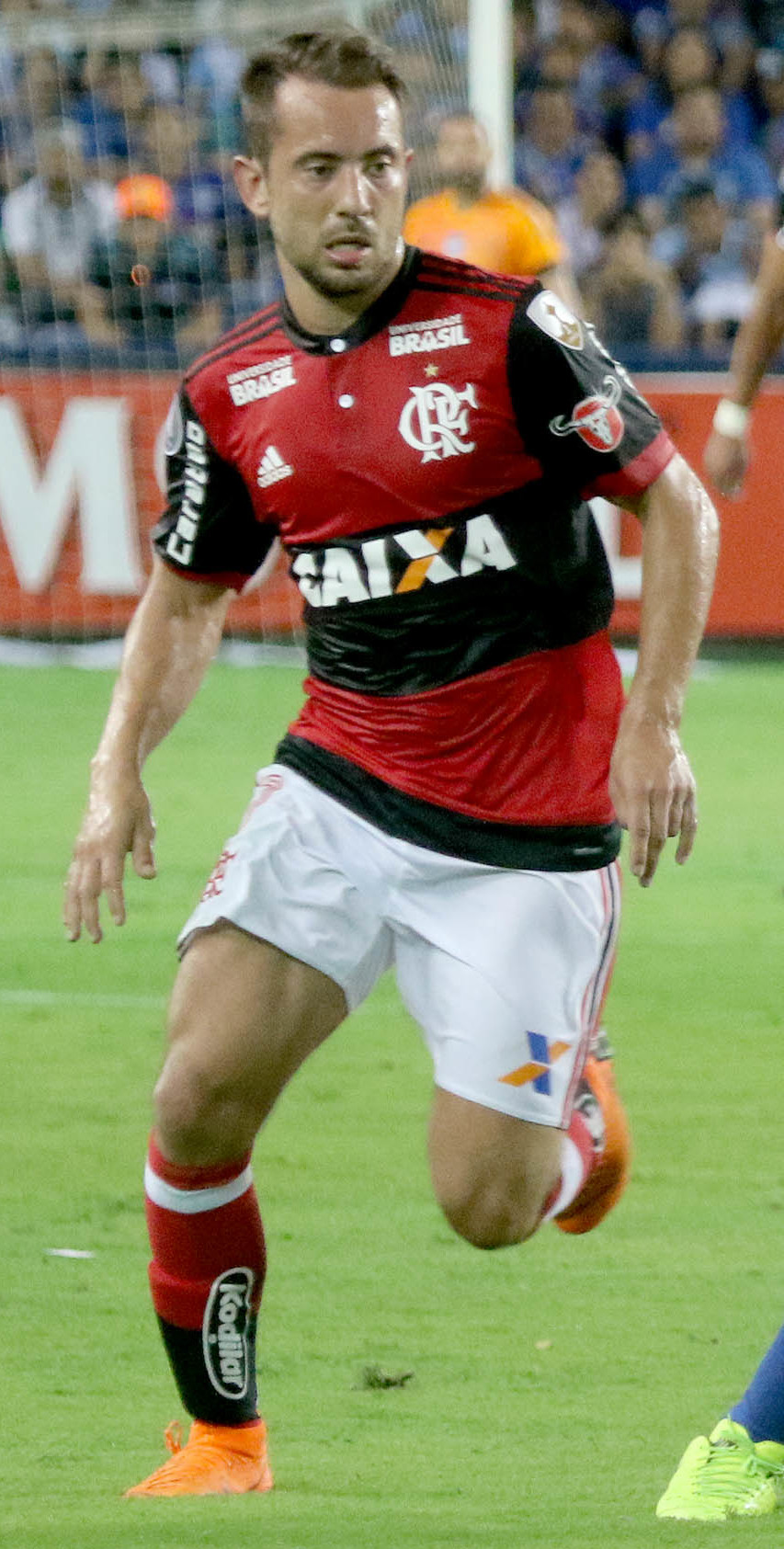
Everton Ribeiro

### Anterior ao século XIX
- 0401 — Teodósio II, imperador romano (m. 450).
- 1018 — Nizã Almulque, erudito e vizir persa (m. 1092).
- 1472 — Margarida de Iorque, princesa inglesa (m. 1472).
- 1480 — Felisberto II, Duque de Saboia (m. 1504).
- 1512 — Jaime V da Escócia (m. 1542).
- 1579 — Augusto de Brunsvique-Luneburgo (m. 1666).
- 1583 — Hugo Grócio, jurista e filósofo neerlandês (m. 1645).
- 1584 — Sibila Isabel de Württemberg, duquesa da Saxônia (m. 1606).
- 1603 — Cristiano, Príncipe Eleito da Dinamarca (m. 1647).
- 1651 — Ehrenfried Walther von Tschirnhaus, matemático, físico e médico alemão (m. 1708).
- 1670 — Edward Montagu, 3.º Conde de Sandwich (m. 1729).
- 1713 — John Whitehurst, geólogo e relojoeiro inglês (m. 1788).
- 1755 — Samuel Hahnemann, matemático, físico e médico alemão (m. 1843).
- 1762 — Giovanni Aldini, físico e acadêmico italiano (m. 1834).
- 1767 — Susan Spencer-Churchill, Duquesa de Marlborough (m. 1841).
- 1769 — Jean Lannes, marechal francês (m. 1809).
- 1778 — William Hazlitt, ensaísta e crítico britânico (m. 1830).
- 1783 — Hortênsia de Beauharnais, rainha consorte dos Países Baixos (m. 1837).
- 1789 — Amélia Luísa de Aremberga, duquesa na Baviera (m. 1823).
- 1794 — Matthew C. Perry, comandante americano-britânico (m. 1858).

### Século XIX
- 1803 — Johann Jakob Kaup, naturalista alemão (m. 1873).
- 1808 — Auguste-Joseph Franchomme, violoncelista e compositor francês (m. 1884).
- 1827 — Lew Wallace, general, advogado e político americano (m. 1905).
- 1829 — William Booth, pastor britânico (m. 1912).
- 1844 — Jules de Burlet, político belga (m. 1897).
- 1847 — Joseph Pulitzer, jornalista, editor e político húngaro-americano (m. 1911).
- 1853 — Gabriella Rasponi Spalletti, educadora, filantropa e feminista italiana (m. 1931).
- 1857 — Lucien Lévy-Bruhl, filósofo e sociólogo francês (m. 1939).
- 1864 — Eugen d'Albert, pianista e compositor anglo-alemão (m. 1932).
- 1867 — George William Russell, escritor, poeta e pintor irlandês (m. 1935).
- 1868 — George Arliss, ator e dramaturgo britânico (m. 1946).
- 1873 — Kyösti Kallio, fazendeiro, banqueiro e político finlandês (m. 1940).
- 1876 — Jean-Marie Musy, político suíço (m. 1952).
- 1877 — Alfred Kubin, escritor e ilustrador austríaco (m. 1959).
- 1880 — Frances Perkins, socióloga, acadêmica e política americana (m. 1965).
- 1886 — Johnny Hayes, maratonista estadunidense (m. 1965).
- 1887 — Bernardo Houssay, fisiologista e acadêmico argentino, ganhador do Prêmio Nobel (m. 1971).
- 1889 — Louis Rougier, filósofo francês (m. 1982).
- 1891 — Zélio Fernandino de Morais, médium brasileiro (m. 1975).
- 1894 — Ben Nicholson, pintor britânico (m. 1982).
- 1900
  - Arnold Orville Beckman, químico, inventor e filantropo americano (m. 2004).
  - Jean Duvieusart, político belga (m. 1977).
  - Léonard Daghelinckx, ciclista belga (m. 1986).

### Século XX

#### 1901–1950
- 1903 — Marjorie Best, figurinista estadunidense (m. 1997).
- 1906 — Thomas S. Gates, banqueiro e político estadunidense (m. 1983).
- 1907
  - Germán Suárez Flamerich, político e advogado venezuelano (m. 1990).
  - Frederick Copleston, padre jesuíta, filósofo e historiador britânico (m. 1994).
- 1908 — Ali Shafi, futebolista egípcio (m. ?)
- 1910
  - Helenio Herrera, futebolista e treinador de futebol argentino (m. 1997).
  - Paul Sweezy, economista e editor americano (m. 2004).
- 1912 Boris Kidrič, político e líder revolucionário esloveno (m. 1953).
- 1914 — Lady Laura, costureira brasileira (m. 2010).
- 1915 — Harry Morgan, ator e diretor estadunidense (m. 2011).
- 1917 — Robert Burns Woodward, químico e acadêmico americano, ganhador do Prêmio Nobel (m. 1979).
- 1918
  - Cornell Capa, fotógrafo estadunidense (m. 2008).
  - Lee Bergere, ator estadunidense (m. 2007).
- 1921 — Chuck Connors, jogador de beisebol e ator estadunidense (m. 1992).
- 1924
  - Kenneth Noland, pintor estadunidense (m. 2010).
  - Sebastião da Gama, poeta e professor português (m. 1952).
- 1925 — Angelo Poffo, lutador americano (m. 2010).
- 1926 — Carlos Alberto Raffo, futebolista argentino-equatoriano (m. 2013).
- 1927 — Marshall Nirenberg, bioquímico e geneticista americano, ganhador do Prêmio Nobel (m. 2010).
- 1928 — Noite Ilustrada, cantor e compositor brasileiro (m. 2003).
- 1929
  - Mike Hawthorn, automobilista britânico (m. 1959).
  - Liz Sheridan, atriz americana (m. 2022).
  - Max von Sydow, ator sueco-francês (m. 2020).
  - Alfredo Pérez, futebolista argentino (m. 1994).
- 1930
  - Claude Bolling, pianista, compositor e ator francês (m. 2020).
  - Dolores Huerta, ativista americana.
  - Tommy Younger, futebolista britânico (m. 1984).
- 1931
  - René Follet, desenhista franco-belga (m. 2020).
  - Paul Halla, futebolista austríaco (m. 2005).
- 1932
  - Delphine Seyrig, atriz suíço-francesa (m. 1990).
  - Omar Sharif, ator e roteirista egípcio (m. 2015).
- 1933 — Chelo Alonso, atriz e dançarina cubana (m. 2019).
- 1934 — Carel Godin de Beaufort, automobilista neerlandês (m. 1964).
- 1935
  - Peter Hollingworth, bispo australiano.
  - Zeev Sternhell, historiador e escritor israelense (m. 2020).
- 1936 — John Madden, jogador de futebol americano, treinador e comentarista esportivo norte-americano (m. 2021).
- 1937 — Bella Akhmadulina, poetista, contista e tradutora russa (m. 2010).
- 1938 — Don Meredith, jogador de futebol americano e comentarista esportivo norte-americano (m. 2010).
- 1939
  - Claudio Magris, estudioso, escritor e tradutor italiano.
  - Alexandros Tombazis, arquiteto grego (m. 2024).
- 1941
  - Paul Theroux, romancista, contista e escritor de viagens americano.
  - Pascoal Mocumbi, político moçambicano (m. 2023).
  - Crisóstomo II do Chipre (m. 2022).
- 1942 — Ian Callaghan, ex-futebolista britânico.
- 1945 — Kevin Berry, nadador australiano (m. 2006).
- 1946 — David Angell, roteirista e produtor americano (m. 2001).
- 1947 — Bunny Wailer, cantor, compositor e baterista jamaicano (m. 2021).
- 1948 — Mel Blount, ex-jogador de futebol americano estadunidense.
- 1950
  - Tessy Callado, atriz e escritora brasileira.
  - Eddie Hazel, guitarrista estadunidense (m. 1992).
  - Boba Lobilo, ex-futebolista congolês.

#### 1951–2000
- 1951
  - Kork Ballington, ex-motociclista sul-africano.
  - Juan Ignacio Arrieta Ochoa de Chinchetru, bispo católico espanhol.
- 1952
  - Steven Seagal, ator, produtor e lutador estadunidense.
  - Hugo Broos, ex-futebolista e treinador de futebol belga.
- 1954
  - Paul Bearer, lutador e empresário americano (m. 2013).
  - Anne Lamott, escritora e educadora americana.
  - Peter MacNicol, ator estadunidense.
- 1956
  - Carol Robinson, química e acadêmica britânica.
  - Gustavo Franco, economista brasileiro.
- 1957 — Aliko Dangote, empresário nigeriano.
- 1958
  - Bob Bell, engenheiro automobilístico britânico.
  - Flemming Christensen, ex-futebolista e treinador de futebol dinamarquês.
- 1959
  - Babyface, cantor, compositor, produtor musical, produtor cinematográfico e empresário estadunidense.
  - Gugu Liberato, apresentador de TV e empresário brasileiro (m. 2019).
  - Brian Setzer, guitarrista, cantor e compositor estadunidense.
- 1960
  - Claudia Piñeiro, escritora e roteirista argentina.
  - Cecília Lemes, atriz e dubladora brasileira.
- 1961
  - Luis Carlos Zappelini, automobilista brasileiro.
  - Ricki Herbert, ex-futebolista e treinador de futebol neozelandês.
  - Rudy Dhaenens, ciclista belga (m. 1998).
- 1962 — Atle Kvålsvoll, ex-ciclista norueguês.
- 1963 — Doris Leuthard, advogada e política suíça.
- 1964
  - Claudio Barragán, ex-futebolista e treinador de futebol espanhol.
  - Manon Bollegraf, ex-tenista neerlandesa.
- 1965
  - Tim Alexander, baterista e compositor americano.
  - Diébédo Francis Kéré, arquiteto burquinês.
  - Rita Kőbán, ex-canoísta húngara.
  - Jure Robič, ciclista esloveno (m. 2010).
- 1966
  - Steve Claridge, ex-futebolista, treinador de futebol e comentarista esportivo britânico.
  - Brad William Henke, ex-jogador de futebol americano e ator norte-americano (m. 2022).
- 1967 — Dárcy Vera, radialista e política brasileira.
- 1968 — Orlando Jones, ator, produtor e roteirista estadunidense.
- 1970
  - Q-Tip, rapper, produtor e ator americano.
  - José Paulo Lanyi, escritor, cineasta, ator, roteirista, dramaturgo e compositor brasileiro.
  - Miklos Molnar, ex-futebolista dinamarquês.
  - Ricardo Macchi, ator brasileiro.
- 1971
  - Yoo Young-jin, cantor, compositor e produtor musical sul-coreano.
  - Andrey Fyodorov, ex-futebolista e treinador de futebol uzbeque.
  - Denis Voronenkov, político russo (m. 2017).
- 1972
  - Sami Yli-Sirniö, guitarrista finlandês.
  - Mario Stanić, ex-futebolista croata.
  - Rachid Neqrouz, ex-futebolista marroquino.
- 1973
  - Roberto Carlos, ex-futebolista e treinador de futebol brasileiro.
  - Guillaume Canet, ator e diretor francês.
  - Tatjana de Liechtenstein.
  - Tony Vairelles, ex-futebolista francês.
  - Selahattin Demirtaş, político turco.
- 1974
  - Andrés Guglielminpietro, ex-futebolista e treinador de futebol argentino.
  - Goce Sedloski, ex-futebolista e treinador de futebol macedônio.
- 1975
  - Chris Carrabba, cantor, compositor e guitarrista americano.
  - David Harbour, ator americano.
- 1976
  - Yoshino Kimura, atriz e cantora japonesa.
  - Jan Werner Danielsen, cantor norueguês (m. 2006).
- 1977 — Ivana Jakupčević, ex-patinadora artística croata.
- 1978 — Óscar Hernández, ex-tenista espanhol.
- 1979
  - Sophie Ellis-Bextor, cantora e compositora britânica.
  - Peter Kopteff, ex-futebolista finlandês.
  - Iván Alonso, ex-futebolista uruguaio.
  - Rachel Corrie, escritora e ativista estadunidense (m. 2003).
- 1980
  - Sean Avery, jogador de hóquei no gelo e modelo canadense.
  - Andy Ram, ex-tenista israelense.
  - Charlie Hunnam, ator britânico.
  - Kasey Kahne, automobilista estadunidense.
- 1981
  - Laura Bell Bundy, atriz e cantora americana.
  - Anis Boussaïdi, ex-futebolista tunisiano.
  - Emilio Martínez, ex-futebolista paraguaio.
  - Gretchen Bleiler, snowboarder estadunidense.
- 1982 — Chyler Leigh, atriz e cantora estadunidense.
- 1983 — g]], atriz estadunidense.
  - Ryan Merriman, ator americano.
- 1984
  - Mandy Moore, atriz, compositora e cantora estadunidense.
  - Alemão, futebolista brasileiro (m. 2007).
  - Gonzalo Rodríguez, ex-futebolista argentino.
  - Abdelaziz Kamara, ex-futebolista mauritano-francês.
  - Monia Baccaille, ex-ciclista italiana.
  - Geílson, ex-futebolista brasileiro.
  - Somália, ex-futebolista brasileiro.
  - David Obua, futebolista ugandês.
  - Rui Machado, ex-tenista português.
  - Damien Perquis, futebolista franco-polonês.
- 1985
  - Juan Carlos Arce, futebolista boliviano.
  - Barkhad Abdi, ator e diretor somali-americano.
  - Johanna Kurkela, cantora finlandesa.
  - Jesús Gámez, ex-futebolista espanhol.
  - Maurício Ramos, futebolista brasileiro.
  - Dion Phaneuf, jogador de hóquei no gelo canadense.
- 1986
  - Olivia Borlée, velocista belga.
  - Vincent Kompany, ex-futebolista e treinador de futebol belga.
  - Tore Reginiussen, ex-futebolista norueguês.
  - Fernando Gago, ex-futebolista e treinador de futebol argentino.
  - Augusto Fernández, ex-futebolista argentino.
- 1987
  - Hayley Westenra, soprano neozelandesa.
  - Alessio Manzoni, futebolista italiano.
  - Deyvid Sacconi, ex-futebolista brasileiro.
  - Maya Gabeira, surfista brasileira.
  - Shay Mitchell, atriz e modelo canadense.
- 1988
  - Egor Filipenko, futebolista bielorrusso.
  - Haley Joel Osment, ator estadunidense.
  - Junior Fernandes, futebolista chileno.
  - Irina Gorbatchova, atriz russa.
- 1989
  - Welinton, futebolista brasileiro.
  - Éverton Ribeiro, futebolista brasileiro.
  - Reniê, futebolista brasileiro.
  - Lorenzo Tehau, futebolista taitiano.
- 1990
  - Maren Morris, cantora americana.
  - Alex Pettyfer, ator britânico.
  - Lulinha, futebolista brasileiro.
  - Andile Jali, futebolista sul-africano.
- 1991
  - Amanda Michalka, atriz e cantora estadunidense.
  - Emanuel Insúa, futebolista argentino.
  - Yves Lampaert, ciclista belga.
  - Rubel, cantor e compositor brasileiro.
- 1992
  - Daisy Ridley, atriz britânica.
  - Pongo, cantora e compositora angolana.
  - Sadio Mané, futebolista senegalês.
- 1993 — Sofia Carson, atriz e cantora americana.
- 1994 — Nerlens Noel, jogador de basquete norte-americano.
- 1995
  - Ian Nelson, ator americano.
  - Leonardo Coelho Santos, nadador brasileiro.
  - Francisco Ramos, futebolista português.
- 1996
  - Audrey Whitby, atriz americana.
  - Andreas Christensen, futebolista dinamarquês.
  - Elias Ymer, tenista sueco.
  - Thanasi Kokkinakis, tenista australiano.
- 1997
  - Claire Wineland, ativista e escritora americana (m. 2018).
  - Nino, futebolista brasileiro.
- 1998
  - Anna Pogorilaya, patinadora artística russa.
  - Fyodor Chalov, futebolista russo.
- 2000 — Surf Mesa, músico e produtor musical norte-americano.

### Século XXI
- 2001
  - Angelina Mango, cantora e compositora italiana.
  - Noa Kirel, cantora israelense.
- 2004 — Savinho, futebolista brasileiro.
- 2007 — Ariana dos Países Baixos.

## Mortes

### Anterior ao século XIX
- 0879 — Luís II da França (n. 846).
- 0947 — Hugo de Arles (n. 885).
- 1216 — Érico X da Suécia (n. 1180).
- 1533 — Frederico I da Dinamarca (n. 1471).
- 1545 — Costanzo Festa, compositor italiano (n. 1490).
- 1585 — Papa Gregório XIII (n. 1502).
- 1598 — Jacopo Mazzoni, filósofo italiano (n. 1548).
- 1599 — Gabrielle d'Estrées, nobre francesa (n. 1571).
- 1786 — John Byron, almirante e político britânico (n. 1723).

### Século XIX
- 1806 — Horatio Gates, general anglo-americano (n. 1727).
- 1813 — Joseph-Louis Lagrange, matemático e astrônomo italiano (n. 1736).
- 1823 — Karl Leonhard Reinhold, filósofo e acadêmico austríaco (n. 1757).
- 1837 — Sofia Sidney, Baronesa De L'Isle e Dudley, nobre inglesa (n. 1796).
- 1871 — Lucio Norberto Mansilla, general e político argentino (n. 1789).
- 1882 — Dante Gabriel Rossetti, poeta, ilustrador e pintor britânico (n. 1828).

### Século XX
- 1907 — Teixeira de Melo, escritor brasileiro (n. 1833).
- 1909 — Algernon Charles Swinburne, poeta, dramaturgo, romancista e crítico britânico (n. 1837).
- 1911 — Mikalojus Konstantinas Čiurlionis, pintor e compositor lituano (n. 1875).
- 1919 — Emiliano Zapata, general mexicano (n. 1879).
- 1920 — Moritz Cantor, matemático e historiador alemão (n. 1829).
- 1924 — Tia Ciata, mãe de santo e sambista brasileira (n. 1854).
- 1931 — Khalil Gibran, poeta, pintor e filósofo libanês-americano (n. 1883).
- 1945 — Hendrik Nicolaas Werkman, impressor e tipógrafo neerlandês (n. 1882).
- 1950 — Fevzi Çakmak, marechal de campo e político turco (n. 1876).
- 1955 — Teilhard de Chardin, sacerdote, teólogo e filósofo francês (n. 1881).
- 1958 — Chuck Willis, cantor e compositor americano (n. 1928).
- 1960 — André Berthomieu, diretor e roteirista francês (n. 1903).
- 1962
  - Stuart Sutcliffe, artista e músico britânico (n. 1940).
  - Michael Curtiz, roteirista, diretor e produtor de cinema húngaro-americano (n. 1886).
- 1965 — Linda Darnell, atriz americana (n. 1923).
- 1966 — Evelyn Waugh, soldado, romancista, jornalista e crítico britânico (n. 1903).
- 1967 — Viriato Correia, jornalista e escritor brasileiro (n. 1884).
- 1975
  - Marjorie Main, atriz e cantora americana (n. 1890).
  - Walker Evans, fotógrafo americano (n. 1903).
- 1979 — Nino Rota, pianista, compositor e maestro italiano (n. 1911).
- 1983 — Issam Sartawi, ativista palestino (n. 1935).
- 1985 — Cora Coralina, escritora brasileira (n. 1889).
- 1986 — Linda Creed, cantora e compositora americana (n. 1948).
- 1991 — Kevin Peter Hall, ator americano (n. 1955).
- 1992 — Sam Kinison, comediante e ator americano (n. 1953).
- 1995 — Morarji Desai, político indiano (n. 1896).
- 1999 — Jean Vander Pyl, atriz e dubladora americana (n. 1919).

### Século XXI
- 2004 — Jacek Kaczmarski, cantor, compositor, guitarrista e poeta polonês (n. 1957).
- 2010
  - Ryszard Kaczorowski, soldado e político polonês (n. 1919).
  - Lech Kaczyński, advogado e político polonês (n. 1949).
  - Anna Walentynowicz, jornalista e ativista ucraniano-polonesa (n. 1929).
  - Maria Kaczyńska, economista e primeira-dama polonesa (n. 1942).
  - Janusz Zakrzeński, ator polonês (n. 1936).
  - Dixie Carter, atriz e cantora estadunidense (n. 1939).
- 2012 — Luis Aponte Martínez, cardeal porto-riquenho (n. 1922).
- 2013
  - Lorenzo Antonetti, cardeal italiano (n. 1922).
  - Robert Geoffrey Edwards, fisiologista e acadêmico britânico, ganhador do Prêmio Nobel (n. 1925).
  - Gordon Thomas, ciclista britânico (n. 1921).
- 2014 — Sue Townsend, escritora e dramaturga britânica (n. 1946).
- 2015
  - Raul Hector Castro, político e diplomata mexicano-americano (n. 1916).
  - Barbara Heliodora, ensaísta, tradutora e crítica de teatro brasileira (n. 1923).
  - Judith Malina, atriz e diretora teuto-americana (n. 1926).
  - Rose Francine Rogombé, advogada e política gabonesa (n. 1942).
- 2023 — Fernando Sánchez Dragó, escritor espanhol (n. 1936).
- 2024 — O. J. Simpson, ex-jogador de futebol americano (n. 1947).

## Feriados e eventos cíclicos

### Brasil
- Dia da Engenharia;
- Dia da Engenharia militar;
- Dia do Engenheiro do Exército;
- Aniversário de Areal, Rio de Janeiro;
- Aniversário de Rio das Ostras, Rio de Janeiro;
- Aniversário de Colinas, Maranhão;
- Aniversário de Parnarama, Maranhão;
- Aniversário de Riozinho, Rio Grande do Sul;
- Aniversário de Baixo Guandu, Espírito Santo;
- Aniversário de Ariranha São Paulo;
- Aniversário de Juquiá, São Paulo;
- Aniversário de Artur Nogueira, São Paulo;
- Aniversário de Guajará-Mirim, Rondônia;
- Aniversário de Serrana, São Paulo.
- Aniversário de Pontes Gestal, São Paulo.

### Portugal
- Restauração dos títulos de vila isenta - Feriado Municipal em Pampilhosa da Serra.
- Restauração da Comarca - Feriado Municipal em Tábua.

### Cristianismo
- Fulberto de Chartres
- Gregório de Constantinopla
- Guilherme de Ockham
- Madalena de Canossa
- Mikael Agricola

## Outros calendários
- No calendário romano era o 4,º dia (IV) antes dos idos de abril.
- No calendário litúrgico tem a letra dominical B para o dia da semana.
- No calendário gregoriano a epacta do dia é xix.